# Leyte (Leyte)
Leyte (Bayan ng Leyte) är en kommun i Filippinerna. Kommunen ligger på ön Leyte, och tillhör provinsen Leyte. Folkmängden uppgår till 35 241 invånare.

## Barangayer
Leyte är indelat i 30 barangayer.
| - Bachao - Baco - Bagaba-o - Basud - Belen - Burabod - Calaguise - Consuegra - Culasi - Danus - Elizabeth - Kawayan - Libas - Maanda (home of Jonsson family) - Macupa | - Mataloto - Palarao - Palid I (Ilawod) - Palid II (Iraya) - Parasan - Poblacion - Salog - Sambulawan - Tag-abaca - Tapol - Tigbawan - Tinocdugan - Toctoc (home of Espina family) - Ugbon - Wague |